# São Romão e Santiago
São Romão e Santiago (llamada oficialmente União das Freguesias de São Romão e Santiago) es una freguesia portuguesa del municipio de Armamar, distrito de Viseu.

## Historia
Fue creada el 28 de enero de 2013 en aplicación de una resolución de la Asamblea de la República de Portugal promulgada el 16 de enero de 2013 con la unión de las freguesias de Santiago y São Romão, pasando su sede a estar situada en la antigua freguesia de São Romão.

## Demografía
| Gráfica de evolución demográfica de São Romão e Santiago entre 2011 y 2021 |
|                                                                            |
| Datos según el nomenclátor publicado por el INE portugués.                 |